# Colladonus arcanus
Colladonus arcanus är en insektsart som beskrevs av Nielson 1962. Colladonus arcanus ingår i släktet Colladonus och familjen dvärgstritar. Inga underarter finns listade i Catalogue of Life.